# سوزان موسغريف
سوزان موسغريف (بالإنجليزية: Susan Musgrave)‏ (12 مارس 1951، سانتا كروز في الولايات المتحدة)؛ كاتِبة مُتخصِّصة في أدب الأطفال، شاعرة وروائية كندية.